# 伊藤恵 (タレント)
伊藤 恵（いとう めぐみ、1981年5月12日 - ）は、日本のモデル、週刊ファミ通の初代ゲーマーズエンジェル。

## 略歴
神奈川県横浜市出身。高校卒業後、絵の専門学校に3年間通い、内向的な青春時代を過ごす。「内向的な人間は劇団に入りがち」ということで小劇団に参加。並行して8人組アイドルユニット「東京音姫」に「メグ」として参加。2003年の解散まで最年少メンバーとして活動。またアクセサリーショップに勤務していた。
2008年、週刊ファミ通1000号記念で募集された「第1回ゲーマーズエンジェル・コンテスト」に応募し、グランプリ受賞。応募規定が29歳までだったため、「26歳でも大丈夫だ」と締切ギリギリに応募した。以降、週刊ファミ通誌面で企画ページのモデル、USTREAM番組「ミッドナイトライブ360」のアシスタント、東京ゲームショウでのコンパニオンなどを勤め幅広く活躍。2011年に、鈴木咲が2代目となるが、以降もたびたび紙面に登場している。
2015年に結婚、人妻となる。1年後の2016年8月に結婚式を挙げた。やりたかった式は「ドアが開いて登場したら新郎側だけ流血」。

## 人物
兄がおり、幼少の頃から、ゲームに囲まれ過ごす。初ゲームはファミコンの『スペランカー』。初めてハマったのは『ファイナルファンタジーVI』。人生で初めてクリアしたゲームでもある。
絵の専門学校に通ったのは絵本が書きたかったから。結婚式のウェルカムボードも自ら描いた。「バーントシェンナで下地塗ってる時が一番幸せ」と綴っている。
役者時代のあだ名は「ギルティ」。
ゲームはテレビゲームだけでなく、ボードゲームも好み、好きな小説に『独白するユニバーサル横メルカトル』（平山夢明）、好きな音楽に『僕の歌を総て君にやる』（筋肉少女帯）を挙げている。

## 出演

### イメージガール
- 「週刊ファミ通」（2008年 – 、エンターブレイン）
- 「公式16連射ブック高橋名人のゲームは1日1時間」（2009年8月、エンターブレイン刊） – 企画ページ登場
- 「破顔のワロス 完全版」高橋京希（電子書籍) – 表紙モデル

### 連載
- 「ゲームのめぐみ」（2010年 – 2011年、ファミ通WEB）

### ウェブテレビ
- 「ファミ通LIVE」（2008年 – 2014年、eb!TV LIVE、ニコニコ生放送） – 2011年以降は不定期出演。最終回にも出演。当時の歴代ゲーマーズエンジェルが勢揃いした[6]。
- 「MIDNIGHT LIVE 360」（2010年、eb!TV LIVE） – レギュラー